# Hot n Cold
Hot N Cold – trzeci singiel amerykańskiej piosenkarki Katy Perry z jej drugiego studyjnego albumu One of the Boys.
Piosenka została napisana przez Katy Perry, Dr. Luke'a oraz Maksa Martina. Producentem singla jest Dr. Luke.
Utwór został wykorzystany w trackliście do gry The Sims 2: Osiedlowe Życie
Podczas rozdwania Nagród Grammy w 2010 Hot n Cold był nominowany w kategorii Najlepsze Żeńskie Wokalne Wykonanie Pop.

## Lista utworów i formaty
| #                    | Tytuł                                            | Czas |
| -------------------- | ------------------------------------------------ | ---- |
| Niemiecki CD Singel  |                                                  |      |
| 1.                   | „Hot n Cold” (Album version)                     | 3:40 |
| 2.                   | „Hot n Cold” (Innerpartysystem remix)            | 4:37 |
| 3.                   | „Hot n Cold” (Manhattan Clique remix radio edit) | 3:54 |
| Brytyjski CD Singel  |                                                  |      |
| 1.                   | „Hot n Cold” (Album version)                     | 3:40 |
| 2.                   | „Hot n Cold” (Innerpartysystem remix)            | 4:37 |
| Promocyjny CD Singel |                                                  |      |
| 1.                   | „Hot n Cold” (Album version)                     | 3:40 |
| 2.                   | „Hot n Cold” (Promo Only clean version)          | 3:40 |
| 3.                   | „Hot n Cold” (Rock mix)                          | 3:41 |

## Występy na żywo

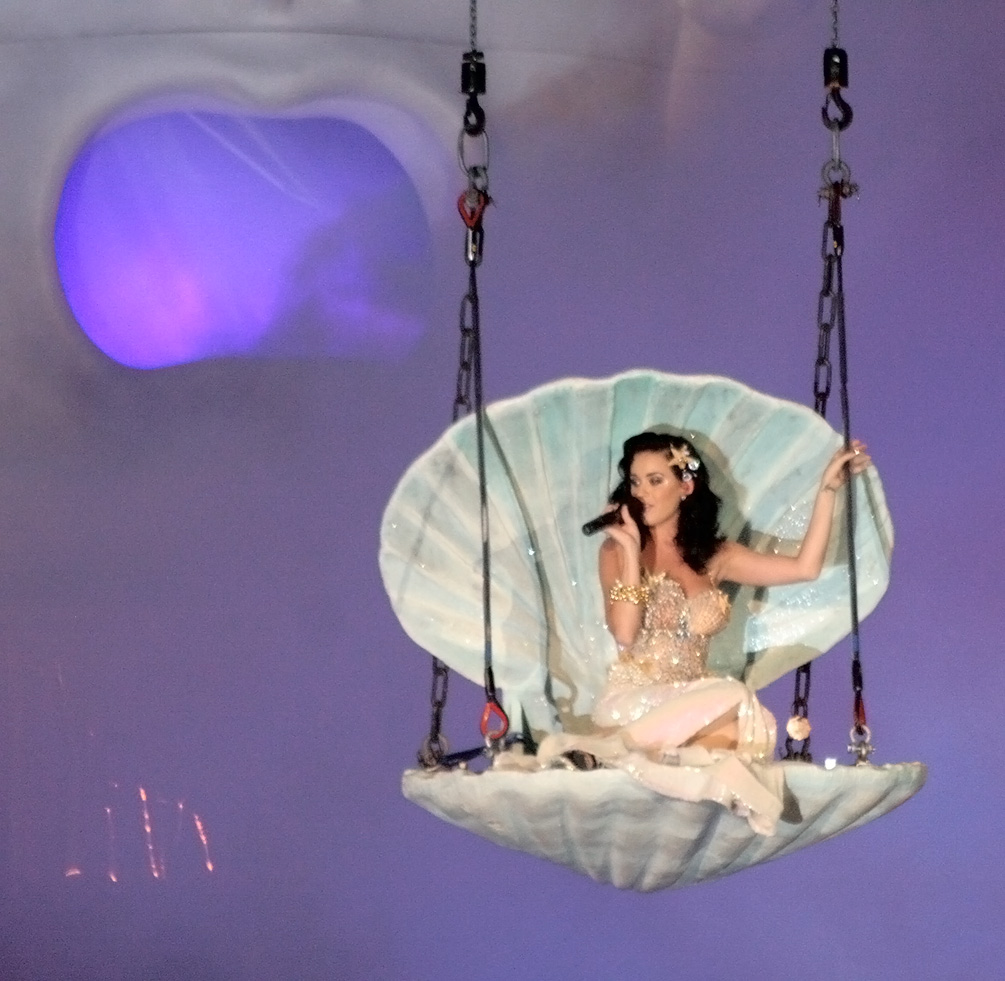
Katy Perry wykonująca utwór w 2009 roku

Utwór znalazł się na liście Hello Katy Tour jako trzecia piosenka. Najpopularniejszym występem Perry z Hot n Cold
było widowisko podczas MTV Europe Music Awards 2008. Piosenka została wybrana, na utwór zamykający galę. Zgodnie z tradycją występów Amerykanki, motyw utworu był przepełniony owocami.

## Teledysk
Wideoklip był nagrywany w Los Angeles we wrześniu 2008 a jego premiera odbyła się 1 października. W teledysku Katy Perry gra pannę młodą. Ksiądz prowadzący ceremonię ślubną pyta ją: Czy bierzesz za męża Aleksa?, a ona odpowiada Tak, biorę. Następnie przychodzi kolej pana młodego, lecz ten nie wie, co powiedzieć. Katy denerwuje się i zaczyna śpiewać Wiedziałam, że nie byłeś mi przeznaczony, po czym wybiega z kościoła w pogoni za Aleksem. Chłopak wpada do klubu, gdzie na scenie Perry śpiewa refren utworu, a wkrótce szybko ucieka. W następnych odsłonach widzimy Katy w stylu hip-hopowca, następnie w sukni ślubnej z zapłakanymi oczami otoczonymi rozmazanym tuszem. Dziewczyna wraz ze swoimi druhnami kontynuuje pościg, gdy nagle widzimy błysk, a para młoda ponownie stoi przed ołtarzem. Kapłan pyta raz jeszcze: Alexie, czy bierzesz za żonę Katy?, a zapytany odpowiada Tak. Następnie para młoda wybiega z kościoła
Teledysk w reżyserii Alana Fergusona dotarł do pozycji szczytowej na liście przebojów iTunes w USA. Klip miał swoją premierę na MySpace i stał się drugą najchętniej oglądaną premierą video wszech czasów.

## Sukcesy
Singel podobnie jak jego poprzednik stał się światowym przebojem. Dotarł do pierwszych miejsc w wielu krajach, między innymi w Kanadzie, Niemczech i Rumunii. Wysokie pozycje zajął w USA, Australii czy w Irlandii i Wielkiej Brytanii. W podsumowaniu roku 2008 przez Vivę widzowie stacji umieścili go na drugiej pozycji. W Kanadzie pokrył się sześć razy platyną, w Australii dwa razy, natomiast w USA trzy razy.
Utwór przez 40 tygodni znajdował się na ogólnoświatowej liście najlepiej sprzedających się singli, 3 tygodnie z rzędu zajmował pierwszą pozycję. Ogólnie sprzedano prawie 8 milionów kopii singla.

## Pozycje na listach
| Państwo                                         | Najwyższa pozycja |
| ----------------------------------------------- | ----------------- |
| Australia - Australian Singles Chart            | 4                 |
| Austria - Austria Singles Chart                 | 1                 |
| Belgia - Belgian Singles Chart (Flandria)       | 2                 |
| Belgia - Belgian Singles Chart (Walonia)        | 1                 |
| Kanada - Canadian Hot 100                       | 1                 |
| Czechy - Czeski Airplay                         | 1                 |
| Dania - Danish Singles Chart                    | 1                 |
| Holandia - Dutch Singles Chart                  | 1                 |
| Finlandia - Finnish Singles Chart               | 1                 |
| Francja - French Singles Chart                  | 10                |
| Niemcy - German Singles Chart                   | 1                 |
| Grecja - Greek Singles Chart                    | 1                 |
| Irlandia - Irish Singles Chart                  | 3                 |
| Włochy - Italian FIMI Singles Chart             | 2                 |
| Nowa Zelandia - New Zealand RIANZ Singles Chart | 5                 |
| Norwegia - Norwegian Singles Chart              | 1                 |
| Rumunia - Romanian Singles Chart                | 1                 |
| Rosja - Russian Singles Chart                   | 1                 |
| Słowacja -Słowacki Airplay                      | 1                 |
| Hiszpania - Spanish Singles Chart               | 1                 |
| Szwecja - Swedish Singles Chart                 | 2                 |
| Szwajcaria - Swiss Singles Chart                | 1                 |
| Wielka Brytania - UK Singles Chart              | 4                 |
| USA - Billboard Hot 100                         | 3                 |
| USA - Pop 100                                   | 1                 |

## Certyfikaty
| Kraj            | Certyfikat |
| --------------- | ---------- |
| Australia       | 2× Platyna |
| Austria         | Platyna    |
| Brazylia        | Platyna    |
| Belgia          | Złoto      |
| Dania           | 2× Platyna |
| Finlandia       | Platyna    |
| Hiszpania       | Złoto      |
| Kanada          | 6× Platyna |
| Niemcy          | Złoto      |
| Nowa Zelandia   | Platyna    |
| Szwajcaria      | Platyna    |
| Wielka Brytania | Złoto      |
| USA             | 3× Platyna |